# Fancy Bermudez
Fancy Bermudez, född 27 maj 2002, är en kanadensisk rugbyspelare. Hon ingick i det kanadensiska lag som tog silver i sjumannarugby vid OS 2024 i Paris.